# Jodłów (Dolnoslezské vojvodství)

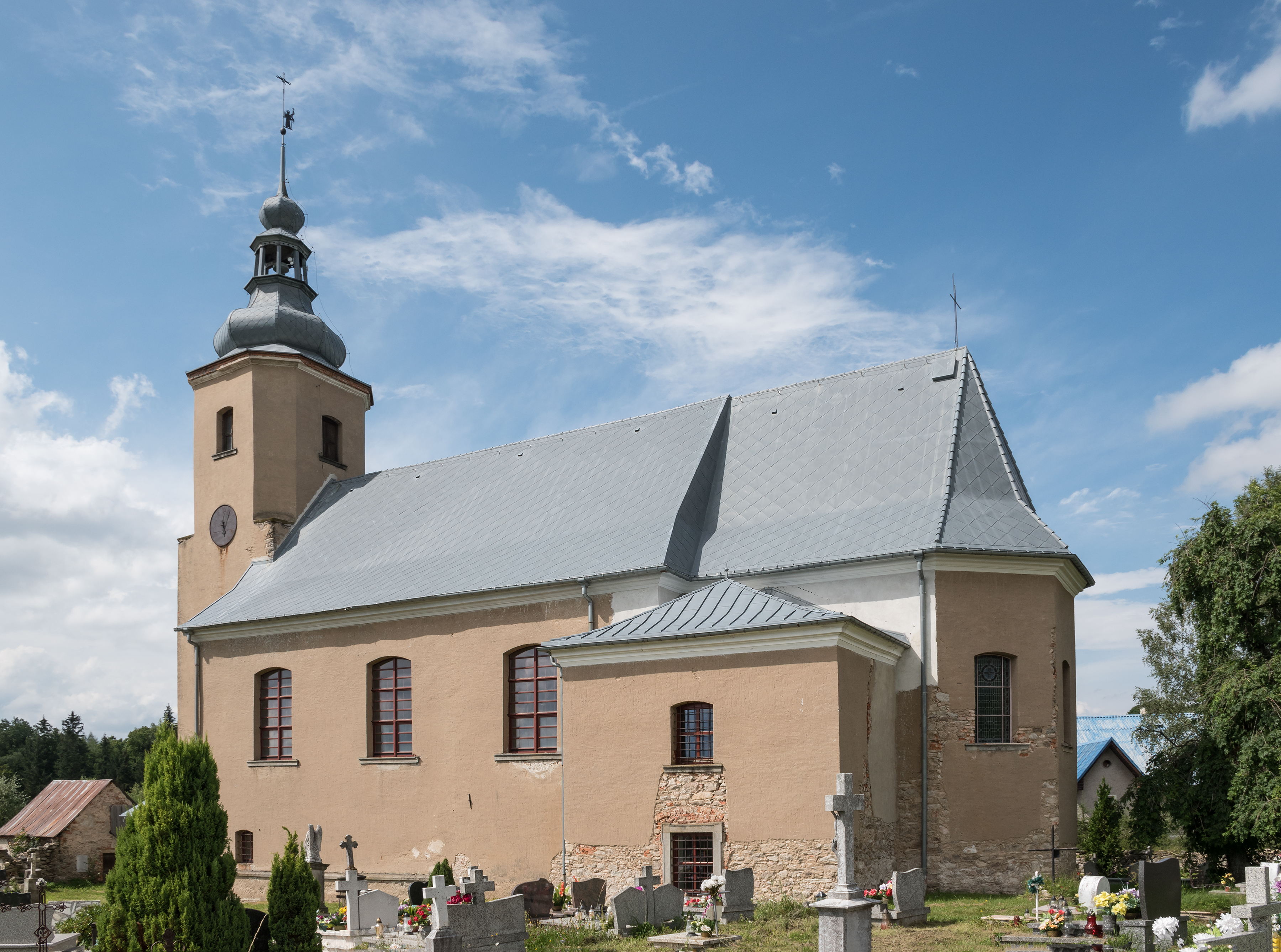
Kostel sv. Jana Křtitele

Jodłów (česky Jodlov, německy Thanndorf) je vesnice v Polsku nacházející se v Dolnoslezském vojvodství v okrese Kladsko, v jihovýchodní části gminy Mezilesí. Před rokem 1945 bylo území obce součástí Německa.

## Poloha
Jodłów leží v jihozápadním Polsku, v západní části masivu Králického Sněžníku, na území Śnieżnického krajinného parku v Kladské kotlině, přibližně 9 km severovýchodně od centra městečka Międzylesie. Od českých hranic je obec vzdálená zhruba 3 kilometry.

### Charakter obce
Jde o malou letoviskovou horskou obec protáhlého, lesního lánového typu, rozkládající se v délce 3,6 km s volným uspořádáním staveb. Je situována okolo potokem Jodłówka na západním úpatí masivu Králického Sněžníku, v horské kotlině hluboce zaříznuté do jeho masivu z jižní strany. Zástavba vesnice sestává z jednotlivých hospodářských a obytných budov rozmístěných v nadmořské výšce od 670 do 815 m n. m. podél místní silnice na obou jejích stranách. Silnice do vesnice vede z Międzylesí přes sníženinu mezi vrcholy Urwista a Opacz (česky Výčnělek).
Vesnice má zejména zemědělský charakter. Kolem vesnice se rozkládají rozsáhlé zemědělské plochy a horské louky, které leží převážně na svazích údolí hor. V blízkém okolí vesnice se nacházejí malé pásy zeleně s listnatými stromy v podobě zahradních výsadeb a podél potoka a mezí. Ve větší vzdálenosti obklopují vesnici ze čtyř stran horské smíšené lesy, převážně se smrky a buky.
Na východě nad vesnicí dominuje jihozápadní horský hřeben, který se táhne od Sněžníku a zahrnuje vrchy jako Puchacz (česky Hleďsebe), Trójmorski Wierch (česky Klepáč) a Jasień (česky Jelení vrch). Na západě se nachází výběžek jihozápadního hřebenu s vrchem Urwista. Ve vesnici se dochovalo několik obytných a obytně-hospodářských domů s charakteristickými rysy lidové architektury Kladského pomezí z poloviny 19. století, barokní kostel sv. Jana Křtitele z druhé poloviny 18. století a několik výklenkových kapliček z 19. století.

## Historie
První počástky osídlení vesnice nejsou přesně známy. V roce 1246 byla vytvořena Mezileské panství, do kterých bylo zahrnuto i území dnešní obce. V roce 1294 český král Václav II. daroval tato panství spolu s oblastí vesnice cisterciákům z Kamence Ząbkowického, kteří zahájili plánovanou kolonizaci území a kácení rozsáhlých lesů za účelem rozvoje zemědělství na úpatí masivu Králického Sněžníku. V tomto období na území dnešní vesnice vznikla malá osada dřevorubců. V roce 1315 za vlády Jana Lucemburského odkoupil Mezileská panství spolu s osadou na území dnešní vesnice od cisterciáků lužický rytíř Otto von Glaubitz (Gloubos) z Míšně. 
Vesnice byla nejpravděpodobněji založena v roce 1414 po vykácení lesa na svazích Hleďsebe a Klepáče. Během husitských válek byla vesnice zničena husity a po více než sto let zůstala opuštěná. V roce 1572 byla vesnice znovu osídlena díky bratřím Michałovi a Dawidovi von Tschimhausům.
Během třicetileté války byla vesnice vypleněna Švédy. Od roku 1653 vesnice patřila rodu Althannů. V polovině 18. století byla ve vesnici založena škola a v roce 1756 byl postaven barokní kostel sv. Jana Křtitele. Po období slezských válek v 18. století vesnice zažívala hospodářský rozkvět, založený především na tkalcovství, měla mnohé tkalcovské dílny, vodní mlýn a školu a na začátku 19. století v ní žilo 150 tkalců. Po napoleonských válkách, v polovině 19. století, vesnice zažila krizi způsobenou průmyslovou revolucí a úpadkem tkalcovství. V roce 1827 byla vesnice a její okolí postižena lehkým zemětřesením. V 19. století se vesnice stala známým horským letoviskem, v meziválečném období však turismus ýrazně poklesl a vesnice se začala vylidňovat. Po roce 1945 se vesnice výrazně vylidnila, zejména v její horní části. V tomto období byli do Jodłowa přesídlováni repatrianti, ale proces vylidňování pokračoval. V 60. letech 20. století byly ve vesnici založena závodní rekreační střediska, která dodnes vesnici dávají skutečný charakter letoviska.
V březnu roku 2011 čítala populace obce 70 obyvatel.

## Správa
Před rokem 1945 náležela obec Jodłów do tehdejšího okresu Bystrzyca Kłódzka (něm. Landkreis Habelschwerdt), ve kterém setrvala až do roku 1975. V letech 1975–1998 byla obec administrativně součástí Valbřišského vojvodství.

## Demografický vývoj
| rok            | 1939 | 1950 | 1970 | 2011 |
| -------------- | ---- | ---- | ---- | ---- |
| počet obyvatel | 498  | 208  | 115  | 70   |

## Pamětihodnosti
- Kostel svatého Jana Křitele z roku 1756
- Východně od vesnice, na západním svahu Klepáče v pohoří Králický Sněžník (pohoří), se nachází pramen Kladské Nisy

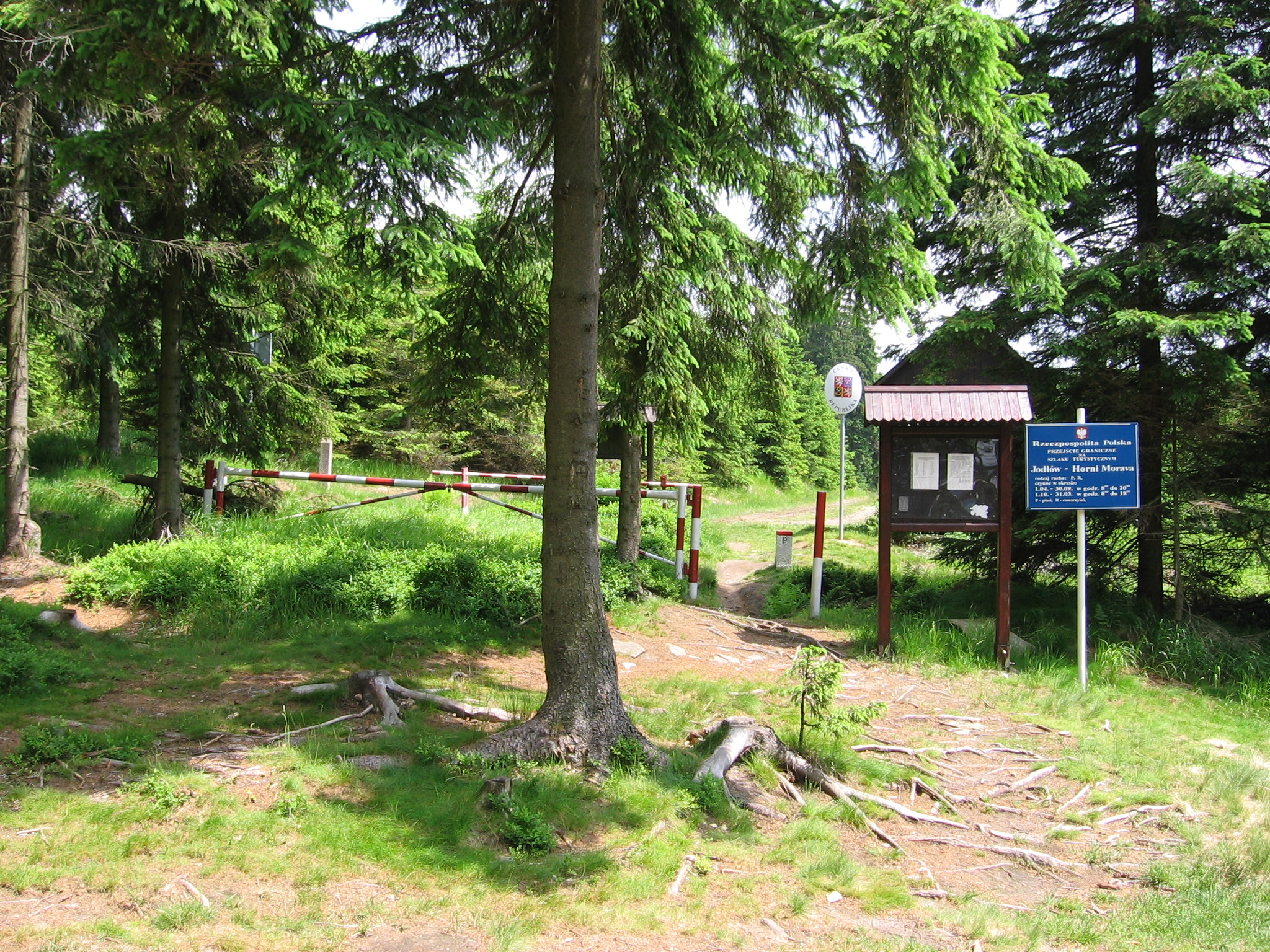
Hraniční přechod PL/CZ

### Turistické trasy
Přes obec prochází následující turistické značky:
- Z města Międzylesie pod vrchol Králického Sněžníku
- Z dolní části obce směrem ke hraničnímu přechodu s českou vsí Horní Morava
- Z města Międzylesie ke hraničnímu přechodu a po hřebeni Sněžníku